# Gare de Montfort-le-Gesnois
Pour les articles homonymes, voir Gare de Montfort.
La gare de Montfort-le-Gesnois est une halte ferroviaire française de la ligne de Paris-Montparnasse à Brest, située sur le territoire de la commune de Montfort-le-Gesnois, dans le département de la Sarthe, en région Pays de la Loire.
C'est une halte de la Société nationale des chemins de fer français (SNCF) desservie par les trains du réseau TER Pays de la Loire.

## Situation ferroviaire
Établie à 64 m d'altitude, la gare de Montfort-le-Gesnois est située au point kilométrique (PK) 193,888 de la ligne de Paris-Montparnasse à Brest, entre les gares ouvertes de Connerré - Beillé et de Saint-Mars-la-Brière.

## Histoire
La Compagnie des chemins de fer de l'Ouest met en service la station dénommée alors « Pont-de-Gennes », du nom de la commune où elle était implantée , le 1er juin 1854 lors de l'ouverture du service voyageurs de sa ligne de Paris-Montparnasse à Brest jusqu'au Mans. Le bâtiment voyageurs existe toujours mais il est désaffecté.

## Fréquentation
De 2015 à 2022, selon les estimations de la SNCF, la fréquentation annuelle de la gare s'élève aux nombres indiqués dans le tableau ci-dessous.
| Année                      | 2015   | 2016   | 2017   | 2018   | 2019   | 2020   | 2021   | 2022   | 2023   |
| -------------------------- | ------ | ------ | ------ | ------ | ------ | ------ | ------ | ------ | ------ |
| Voyageurs                  | 50 736 | 48 805 | 45 537 | 42 605 | 34 150 | 10 933 | 11 346 | 16 743 | 16 883 |
| Voyageurs et non voyageurs | 52 305 | 50 314 | 46 945 | 43 923 | 35 207 | 11 272 | 11 697 | 17 261 | 17 405 |

## Service des voyageurs

### Accueil
Elle est équipée de deux quais latéraux qui sont encadrés par deux voies. Le changement de quai se fait par le passage sous un pont-rail, situé à proximité.

### Dessertes
La gare est desservie par des trains du réseau TER Pays de la Loire circulant entre Nogent-le-Rotrou et Le Mans, à raison de 6 allers et 7 retours par jour en semaine. Ces trains sont tous omnibus. Au-delà de Nogent-le-Rotrou, 1 aller-retour appartenant alors à partir de cette gare au réseau TER Centre-Val de Loire est prolongé ou amorcé en gare de Chartres.
Le temps de trajet est d'environ 15 minutes depuis Le Mans, 30 minutes depuis Nogent-le-Rotrou et 1 heure 20 minutes depuis Chartres.

### Intermodalité
La gare est desservie par la ligne 14 du réseau TIS.

## Galerie de photos

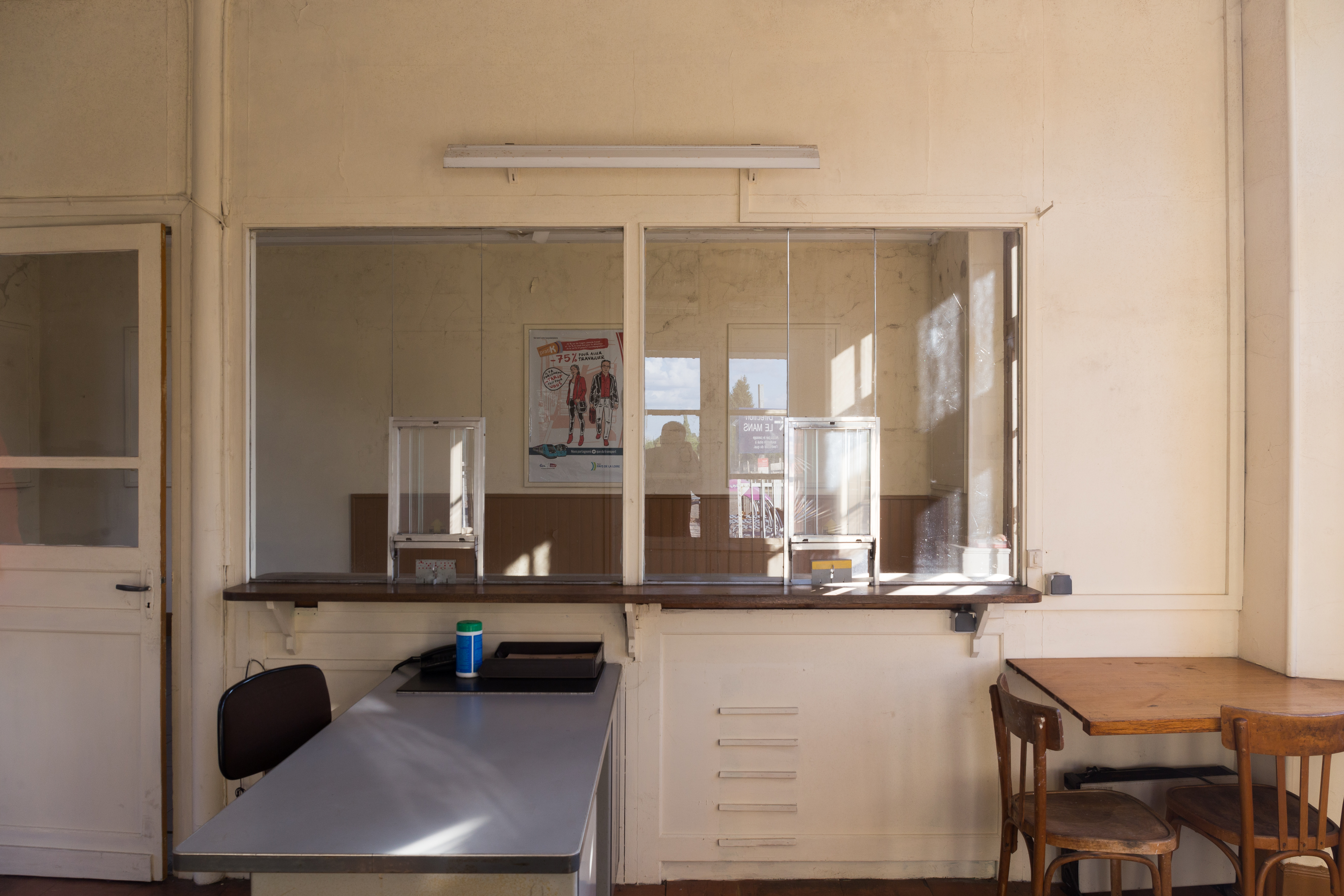
L'ancien guichet de la gare.
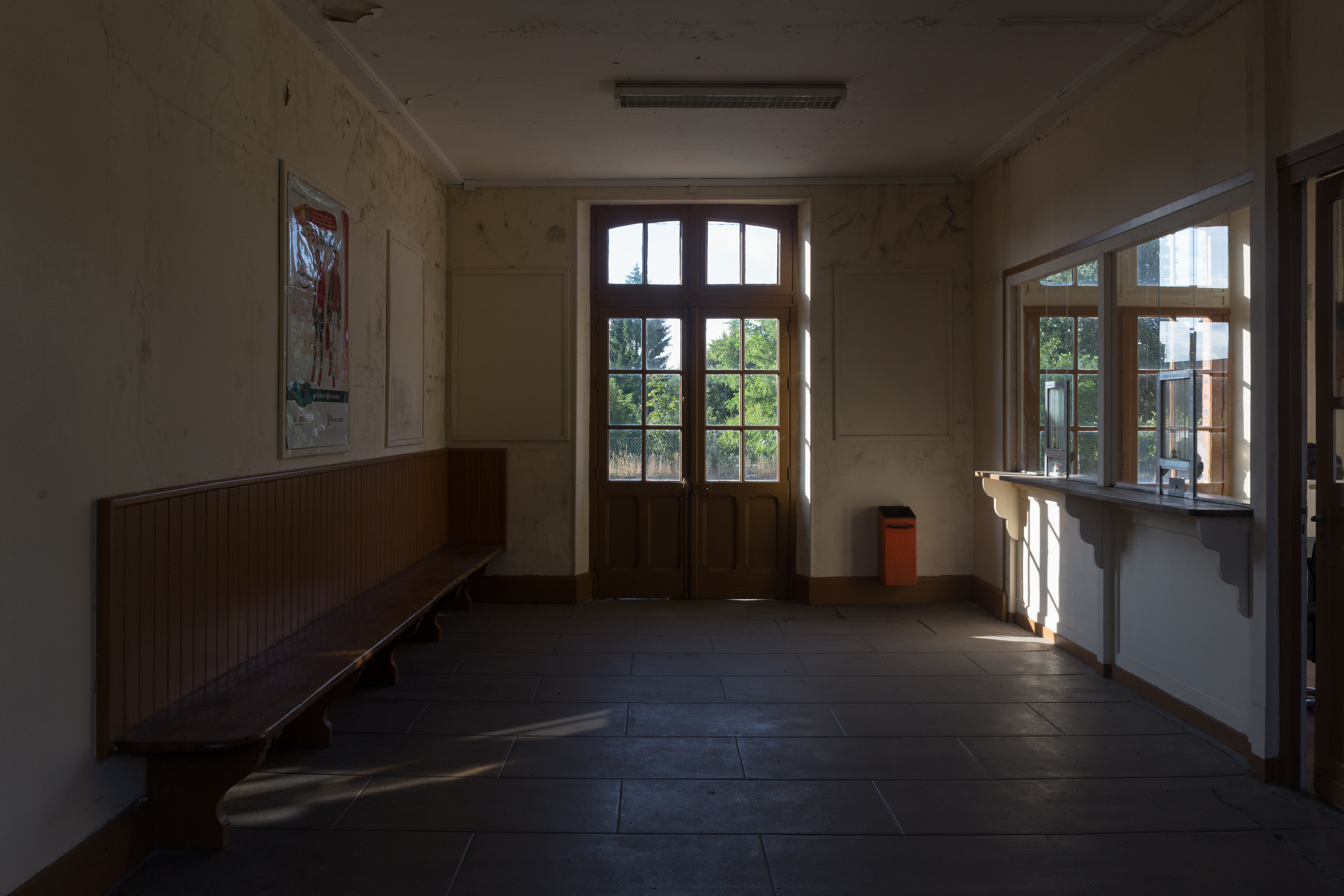
L'ancien hall d'attente.
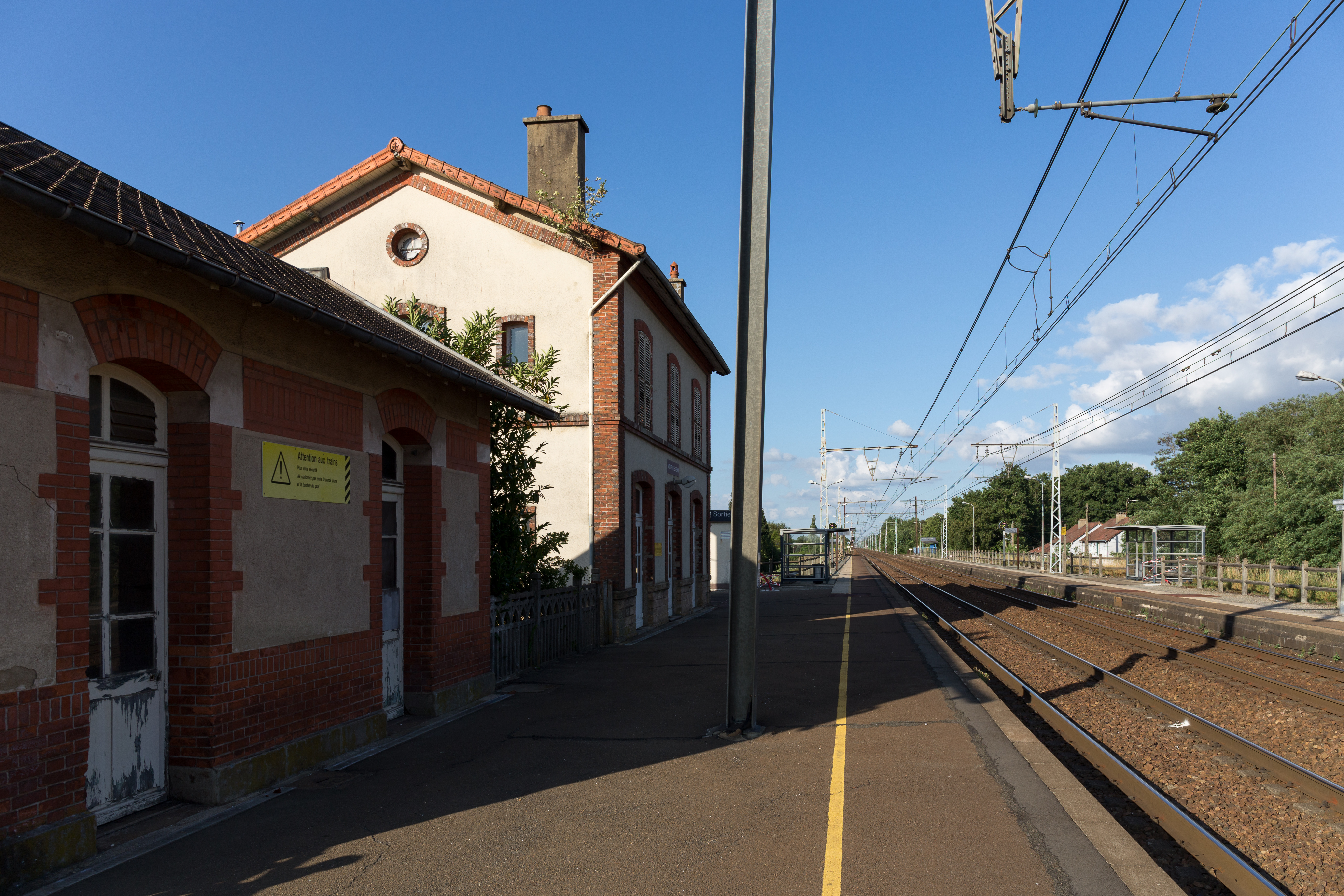
Voies en direction de Chartres.